# Alien Days
Alien Days è un singolo del gruppo rock statunitense MGMT, pubblicato nel 2013 ed estratto dall'album MGMT.
Il videoclip della canzone è stato diretto da Sam Fleischner.

## Tracce
- Cassetta

1. Alien Days (Side A) – 5:10
2. Message 7 from Hearty White (Side B) – 5:15

## Formazione
- Andrew VanWyngarden – voce, chitarra, basso, batteria
- Ben Goldwasser – sintetizzatore